# Azuré des cytises
Glaucopsyche alexis
Espèce
L’Azuré des cytises (Glaucopsyche alexis) est un insecte lépidoptère de la famille des Lycaenidae, de la sous-famille des Polyommatinae, du genre Glaucopsyche.

## Dénominations
Glaucopsyche alexis a été nommé par Nicolaus Poda von Neuhaus en 1761.
Synonymes : Papilio alexis (Poda, 1761), Papilio cyllarus (Rottemburg, 1775).

### Noms vernaculaires
L’Azuré des cytises se nomme en anglais Green-underside Blue, en allemand Alexis-Bläuling et en espagnol Manchas verdes.

### Sous-espèces
- Glaucopsyche alexis  alexis dans le sud et le centre de l'Europe et en Sibérie.
- Glaucopsyche alexis  blachieri (Milliére, 1887) dans les Carpates
- Glaucopsyche alexis lugens (Caradja, 1893) au Caucase
- Glaucopsyche alexis melanoposmater Verity, 1928 en Algérie et Tunisie[1].

## Description
C'est un petit papillon qui présente un dimorphisme sexuel, le dessus du mâle est bleu, celui de la femelle est marron avec une suffusion de bleu plus ou moins importante.
Le revers est gris beige pâle un suffusé de bleu vert et orné d'une ligne de gros points noirs cernés de blancs sur l'aile antérieure, et d'une ligne de petits points noirs cernés de blancs sur l'aile postérieure.

### Espèce proche

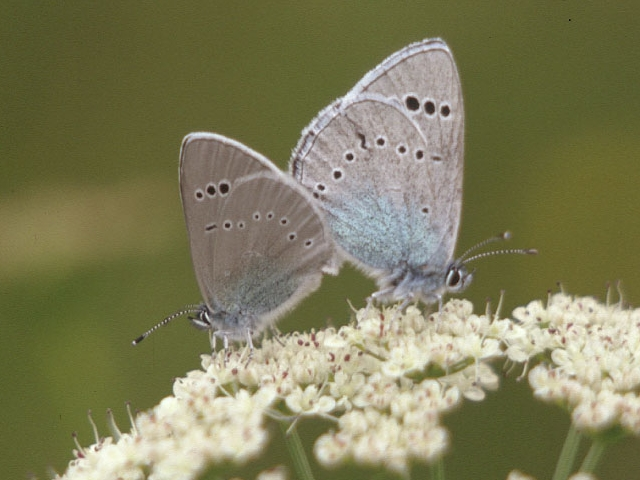
accouplement de Glaucopsyche alexis

L'Azuré de la badasse dans leur aire de répartition commune en Afrique du Nord, Espagne et Sud de la France.

## Biologie

### Période de vol et hivernation
Il vole en une génération, d'avril à juin.
Les chenilles sont soignées par les fourmis en particulier Lasius alienus, Formica cinerea, Formica fusca, Formica nemoralis, Formica pratensis, Formica selysi, Crematogaster auberti, Tapinoma erraticum et Myrmica scabrinodis, sans toutefois que ce comportement soit obligatoire pour la survie de l'espèce.

### Plantes hôtes
Ses plantes hôtes sont diverses fabacées dont des Astragalus, des Cytisus, Melilotus, Genista.

## Écologie et distribution
Il est présent dans quelques îlots d'Algérie et Tunisie, toute l'Europe sauf le Royaume-Uni et le nord de la scandinavie, la Russie, l'Asie centrale, et la région du fleuve Amour.
L’Azuré des cytises est présent dans presque tous les départements de France métropolitaine, excepté la Bretagne (Finistère, Côtes-d'Armor) et la Mayenne. Mais il n'a pas été retrouvé depuis 1980 dans d'autres département de Bretagne, Basse-Normandie et Picardie.

### Biotope
Son habitat est constitué de prairies fleuries jusqu'à 1 200 mètres.

### Protection
Il est protégé dans la  région Île-de-France et figure dans l'arrêté du 22 juillet 1993 sur la liste des insectes protégés en région Île-de-France.